# أم الزين (مسرحية)
مسرحية أم الزين، هي مسرحية من فصلين قدمتها فرقة المسرح القطري على مسرح نجمة في مدينة الدوحة عام 1975. تتناول التحولات الاجتماعية الجارفة التي فرضتها الطفرة الاقتصادية التي حدثت بعد تدفق عائدات النفط في بداية السبعينيات في قطر وكيف أثر ذلك في سلوك الناس وعلاقاتهم، من خلال حكاية الفتاة أم الزين التي تكون ضحية لهذا التغيير.

## طاقم العمل
شارك في هذا العمل أكثر من مائة وعشرين فنان ما بين ممثلين ومغنيين ومرددين وموسيقيين وفنيين، منهم:
- سعاد عبد الله
- غانم المهندي
- علي ميرزا
- محمد بوجسوم
- زينة علي
- سلوى عبد الله
- عبد الله أحمد
- علي حسن
- محمد المسلماني
- سيار الكواري
- حسن إبراهيم

بينما قام بالغناء صقر صالح وهبة عبد الله